# Hasta que el cielo nos reúna
Hasta que el cielo nos reúna (en hangul, 천국보다 아름다운; romanización revisada, Cheongukboda areumdaun; literalmente, «Más hermosa que el cielo») es una serie de televisión suroreana. Escrita por Lee Nam-kyu y Kim Su-jin, y dirigida por Kim Sok-yoon, es un drama romántico de fantasía cuyos protagonistas son Kim Hye-ja, Son Seok-koo, Han Ji-min, Lee Jung-eun, Chun Ho-jin y Ryu Deok-hwan. Está formada por doce episodios que se emitieron por el canal de pago JTBC desde el 19 de abril hasta el 25 de mayo de 2025, en horario de sábados y domingos a las 22:30 (hora local coreana). También está disponible internacionalmente en la plataforma Netflix.

## Sinopsis
Hae-sook tiene más de ochenta años y puede considerarse un testigo viviente de la historia moderna de Corea. Cuando llegó al cielo, decidió conservar allí su apariencia de octogenaria, único caso de alguien que renuncia a volver allí a la juventud. De hecho, se reencuentra con su esposo Nak-joon, que sí ha recuperado su versión de treaintañero. Además de él, Hae-sook se reúne en el cielo con las personas que conoció a lo largo de los años, y puede ver en retrospectiva su propia vida. Pero vive en el presente incluso en el cielo. Allí se pelea con Nak-joon, y también experimenta conflictos con su suegra, quien es ahora más joven que ella. Y al igual que antes, pasa por dificultades económicas y puede sentir celos de los demás.

## Reparto

### Principal
- Kim Hye-ja como Lee Hae-sook, la esposa de Nak-joon, que a sus ochenta años se reencuentra con él en el cielo; pero Nak-joon se mantiene allí en los treinta.[1][2][3]
- Son Seok-koo como Ko Nak-joon, el esposo de Hae-sook y un cartero que entrega cartas de deseos en el cielo desde la tierra. Un hombre eternamente joven que no ha perdido su inocencia a pesar de su vida turbulenta.[4][5][6]
  - Park Woong como Nak-joon anciano.
- Han Ji-min como Som-yi, una mujer de identidad desconocida que es salvada por Nak-joon del camino al infierno y aparece inopinadamente en el cielo. En principio se creyó rival de Hae-sook, pero luego se vuelven amigas íntimas.  A medida que recupera gradualmente sus recuerdos, se revela su misteriosa identidad.[7][8]
- Lee Jung-eun como Lee Young-ae, que fue abandonada por su padre y criada por Hae-sook y Nak-joon; es la única persona que heredó el método de defensa integral de Hae-sook, a la que siguió como su madre y maestra.[9][10]
- Chun Ho-jin como el director del Centro de Apoyo Celestial, una especie de padrino que sabe la mayor parte de lo que sucede en el cielo y trata a Hae-sook con afecto y respeto excepcionales. Su hermano gemelo, que tiene una apariencia idéntica, está a cargo del Infierno como Yeom-ra.[11][12][13]
- Ryu Deok-hwan como el Pastor, una persona que no tiene nada que hacer en el cielo, donde el arrepentimiento y todo lo demás no tienen sentido. Una pobre alma que desapareció cuando era un niño de cinco años. Incluso después de morir, continuó deambulando por la iglesia adonde su madre le había enseñado a ir si se perdía, y, antes de darse cuenta, tenía el trabajo de pastor. Gracias a Hae-sook puede vivir una segunda vida donde experimenta todo lo que no pudo conocer en la primera.[11][14][15]

### Secundario
- Jeong Ji-an como Sin alma, una mujer que ayuda con la orientación y guía sobre la vida en el Cielo dentro del Centro de Apoyo Celestial. Habla de forma desangelada, sin expresión y con un tono casual.[16]
- Jo Min-guk como Cielo 1, miembro del personal del Centro de Apoyo Celestial.[16]
- Kim Woo-hyun como Cielo 2, miembro del personal del Centro de Apoyo Celestial.[16]
- Joo Boo-jin como Park Gap-rye, la suegra de Hae-sook. Después de su muerte, vuelve a la infancia y se reúne con su nuera en el cielo.
  - Choi Ha-yoon como Gap-rye de nilña.[17]
- Yoo Hyun-soo como Mandu, un perro abandonado que fue sacrificado y fue al cielo.[18]
- Shin Min-jae como Jjajang, un perro abandonado que fue sacrificado y fue al cielo.[18]
- Kim Chung-gil como Jjamppong, un perro abandonado que fue sacrificado y fue al cielo.[18]
- Joo Min-kyung como Park Jong-hwi, la madre de Nak-joon y suegra de Hae-sook, que había tenido una relación conflictiva con ella en vida y ahora decide reconciliarse.[19]
- Park Jae-chul como el padre de Young-ae, con la que se reencuentra en el cielo tras haberla maltratado y vendido en la tierra.[20]
- Jeong Jin-gak como Kang Jeong-gu, «el hombre de la camisa», con el que se enfrenta Nak-joon.[20][21]
- Jeong Seon-cheol como Park Cheol-jin, un fugitivo del infierno (ep. 4).
- Yoon Ye-ju como Lee Young-soon, la esposa de Park Cheol-jin.

### Apariciones especiales
- Jo Woo-jin como el mensajero de la muerte, que llama tres veces por su nombre a Lee Hae-sook y le dice que también se llevó a su marido.[22]
- Choi Hee-jin como Sonya, la amada gata de Hae-sook que aparece en el cielo en forma humana.[23][24]

## Banda sonora original
El 17 de abril el equipo de producción lanzó un vídeo de vista previa de todas las canciones que componen la banda sonora de la serie, compuesta por nueve canciones. En ella intervienen Lim Young-woong, Lee Mu-jin, Sam Ock, So So-bin, Je Hwi, Rooftop Moonlight, Hwiil, Ive Lee y About.
El vídeo musical del tema 천국보다아름다운 («Más hermosa que el cielo»), del cantante Lim Young-woong, ocupó el puesto número uno en los videos musicales más populares semanales de YouTube Corea del 11 al 17 de abril. También alcanzó el número uno en las listas de tendencias de música inmediatamente después de su lanzamiento, además de entrar en las listas oficiales del Reino Unido. El 16 de mayo había superado los cinco millones de reproducciones.
| Parte | Fecha de publicación                                                                 | Título                                                                               | Letra                                                                                | Música                                                                               | Artista                                                                              | Dur.                                                                                 | Ref.                                                                                 |
| ----- | ------------------------------------------------------------------------------------ | ------------------------------------------------------------------------------------ | ------------------------------------------------------------------------------------ | ------------------------------------------------------------------------------------ | ------------------------------------------------------------------------------------ | ------------------------------------------------------------------------------------ | ------------------------------------------------------------------------------------ |
| 0     | 14 de abril de 2025                                                                  | 천국보다아름다운 («Más hermosa que el cielo»)                                        | 4BOUT                                                                                | 4BOUT, Echez, Hwan, SKINNER BOX, KIME, 허모, Addicted, Sine.wav                      | Lim Young-woong                                                                      | 4:55                                                                                 | [ 28 ] [ 29 ] [ 30 ]                                                                 |
| 1     | 20 de abril de 2025                                                                  | 운명 («Hado»)                                                                        | 4BOUT                                                                                | 4BOUT, Himo, Addicted, Hwan                                                          | Lee Mu-jin                                                                           | 4:20                                                                                 | [ 31 ] [ 32 ]                                                                        |
| 1     | 20 de abril de 2025                                                                  | «Think of me»                                                                        | Sam Ock                                                                              | Sam Ock                                                                              | Sam Ock                                                                              | 3:46                                                                                 | [ 31 ] [ 32 ]                                                                        |
| 2     | 27 de abril de 2025                                                                  | 재회 («Reunión»)                                                                     | Park In-hee                                                                          | Park In-hee                                                                          | So So-bin                                                                            | 3:14                                                                                 | [ 33 ] [ 34 ]                                                                        |
| 2     | 27 de abril de 2025                                                                  | 행복하자 («Seamos felices»)                                                          | Woo Ye-rin, Seo Dong-hwan                                                            | Seo Dong-hwan                                                                        | Je Hwi                                                                               | 3:50                                                                                 | [ 33 ] [ 34 ]                                                                        |
| 3     | 4 de mayo de 2025                                                                    | 나의 전부 («Mi todo»)                                                                | Gong Hye-won                                                                         | Gong Hye-won                                                                         | Rooftop Moonlight                                                                    | 3:24                                                                                 | [ 35 ] [ 36 ]                                                                        |
| 4     | 11 de mayo de 2025                                                                   | 반쪽 («Mitad»)                                                                       | 0018                                                                                 | 0018                                                                                 | Hwyl                                                                                 | 4:15                                                                                 | [ 37 ] [ 38 ]                                                                        |
| 5     | 18 de mayo de 2025                                                                   | «Heavy Love»                                                                         | 4BOUT                                                                                | 4BOUT, Kime                                                                          | Liz (IVE)                                                                            | 3:59                                                                                 | [ 39 ]                                                                               |
| 6     | 25 de mayo de 2025                                                                   | 영원마차 («Carroza a la eternidad»)                                                  | 4BOUT                                                                                | 4BOUT. Hwan, Echez, Kime                                                             | 4BOUT                                                                                | 4:11                                                                                 | [ 40 ]                                                                               |
| Notas | Las canciones de la banda sonora tienen una versión instrumental de igual duración . | Las canciones de la banda sonora tienen una versión instrumental de igual duración . | Las canciones de la banda sonora tienen una versión instrumental de igual duración . | Las canciones de la banda sonora tienen una versión instrumental de igual duración . | Las canciones de la banda sonora tienen una versión instrumental de igual duración . | Las canciones de la banda sonora tienen una versión instrumental de igual duración . | Las canciones de la banda sonora tienen una versión instrumental de igual duración . |

## Producción
Hasta que el cielo nos reúna es una producción de Studio Phoenix y SLL. Está escrita por Lee Nam-kyu y Kim Su-jin, y el director es Kim Sok-yoon, quien lo fue asimismo en 2022 de Mi diario de liberación, también con la presencia de Son Seok-koo y Chun Ho-jin. Pero, sobre todo, las guionistas, el director y las actrices Kim Hye-ja, Han Ji-min y Lee Jung-eun habían coincidido ya en 2019 en La luz en tus ojos. Ambas series, pues, están muy relacionadas, no solo en la ideación, dirección y reparto, sino también en el carácter de la historia, aunque con una diferencia: La luz en tus ojos se centra en la vida terrena y Hasta que el cielo nos reúna en la ultraterrena.

### Reparto
En la presentación de la producción, el director Kim Sok-yoon dijo que Hasta que el cielo nos reúna es el «proyecto Kim Hye-ja», y añadió: «esta es una pieza que fue creada con la imagen de Kim Hye-ja en mente desde la etapa de planificación. La hice mientras pensaba primero en cómo la actriz Kim Hye-ja podría darlo todo». Por su parte, la actriz declaró en la presentación de la serie que, considerando su edad (83 años), este sería probablemente su último trabajo.
El 21 de enero de 2024 Kim Hye-ja escribió una carta en el diario Chosun donde presentaba la serie, y anunciaba que sería la protagonista, que hacía ya un tiempo que se había reunido con el director y el coprotagonista masculino Son Seok-koo, y que el rodaje comenzaría en mayo del mismo año. Pero no fue hasta el 14 de ese mismo mes que medios periodísticos surcoreanos publicaron que Son Seok-koo había decidido unirse al reparto de la serie, mientras que Han Ji-min y Lee Jung-eun estaban también evaluando su participación. La participación de Ryu Deok-hwan se confirmó una semana después. Kim Hye-ja y Han Ji-min se reencuentran aquí precisamente tras haber compartido reparto en La luz en tus ojos, al igual que Lee Jung-eun, que ha coincidido ya con Han en seis series televisivas.

### Promoción
En diciembre de 2024 JTBC anunció la serie para el primer semestre del año siguiente. El 6 de febrero de 2025 lanzó un primer avance y precisó que estaba programada para abril. Ocho días después publicó el cartel de la pareja principal. El 26 de febrero el equipo de producción distribuyó imágenes de la lectura del guion, realizada el 20 de mayo del año anterior, y a la que asistieron el director Kim Sok-yoon, las guionistas Lee Nam-gyu y Kim Soo-jin, así como Kim Hye-ja, Son Seok-koo, Han Ji-min, Lee Jung-eun, Chun Ho-jin y Ryu Deok-hwan. El 3 de abril Netflix lanzó el avance oficial. La producción se presentó en una conferencia de prensa celebrada en línea el 18 de abril de 2025.
JTBC decoró hasta el 15 de mayo un vagón de la línea 2 del metro de Seúl como si fuera el que aparece en la serie para las almas que van al infierno o al cielo. Al mismo tiempo, los espectadores podían crearse un personaje en un sitio web llamado Poblado del Cielo. Por su parte, la cadena de tiendas de conveniencia GS25, en colaboración con las productoras SLL y Studio Phoenix, comercializó algunos de los alimentos que se presentan en la serie, el primero la sopa de fideos con frijoles rojos del episodio 1, al que seguirían el kimbap, ramen y otros.

## Recepción

### Audiencia
Hasta que el cielo nos reúna fue una producción muy esperada, por cuanto suponía la reunión de buena parte de los autores e intérpretes de La luz en tus ojos. Según algunos comentaristas, los primeros episodios se mostraron a la altura de las altas expectativas que había generado. La serie arrancó con un 5,7 % de audiencia nacional en el episodio 1, que fue bien recibido por el público; el segundo episodio alcanzó el 6,1 % nacional, y el 7,2 % en el área metropolitana de Seúl. Se mantuvo a continuación en el entorno del 6 %, para registrar su índice más alto en el capítulo final, con un 8,3 % nacional y 8,9 % en el área metropolitana de Seúl.
| Temporada | Temporada | Episodio número | Episodio número | Episodio número | Episodio número | Episodio número | Episodio número | Episodio número | Episodio número | Episodio número | Episodio número | Episodio número | Episodio número | Promedio |
| Temporada | Temporada | 1               | 2               | 3               | 4               | 5               | 6               | 7               | 8               | 9               | 10              | 11              | 12              | Promedio |
| --------- | --------- | --------------- | --------------- | --------------- | --------------- | --------------- | --------------- | --------------- | --------------- | --------------- | --------------- | --------------- | --------------- | -------- |
|           | 1         | 1.400           | 1.514           | 1.511           | 1.535           | 1.399           | 1.675           | 1.622           | 1.628           | 1.448           | 1.175           | 1.745           | 2.007           | 1.554    |

| Episodio | Fecha de emisión    | Índices de audiencia (Nielsen Korea) | Índices de audiencia (Nielsen Korea) |
| Episodio | Fecha de emisión    | Nacional                             | Seúl                                 |
| --- | ------------------- | ------------------------------------ | ------------------------------------ |
| 1 | 19 de abril de 2025 | 5,763 % (1.ª)                        | 6,782 % (1.ª)                        |
| 2 | 20 de abril de 2025 | 6,126 % (1.ª)                        | 7,156 % (1.ª)                        |
| 3 | 26 de abril de 2025 | 5,962 % (1.ª)                        | 6,751 % (1.ª)                        |
| 4 | 27 de abril de 2025 | 6,381 % (1.ª)                        | 7,222 % (1.ª)                        |
| 5 | 3 de mayo de 2025   | 5,918 % (1.ª)                        | 6,363 % (1.ª)                        |
| 6 | 4 de mayo de 2025   | 6,692 % (1.ª)                        | 7,134 % (1.ª)                        |
| 7 | 10 de mayo de 2025  | 6,410 % (1.ª)                        | 7,466 % (1.ª)                        |
| 8 | 11 de mayo de 2025  | 6,885 % (1.ª)                        | 7,640 % (1.ª)                        |
| 9 | 17 de mayo de 2025  | 6,108 % (1.ª)                        | 6,666 % (1.ª)                        |
| 10 | 18 de mayo de 2025  | 4,946 % (1.ª)                        | 5,275 % (1.ª)                        |
| 11 | 24 de mayo de 2025  | 7,013 % (1.ª)                        | 7,099 % (1.ª)                        |
| 12 | 25 de mayo de 2025  | 8,345 % (1.ª)                        | 8,851 % (1.ª)                        |
| Promedio | Promedio            | 6,379 %                              | 7,033 %                              |
| - En la tabla superior, los números azules representan las calificaciones más bajas y los números rojos representan las más altas. - Esta serie se transmite en un canal de cable/televisión de pago, que normalmente tiene una audiencia menor respecto a las emisoras de televisión públicas/gratuitas (KBS, SBS, MBC y EBS). |                     |                                      |                                      |

### Crítica
Choi Young-gyun (IZE) enumera los que considera puntos fuertes de la serie. En primer lugar la categoría del reparto artístico y técnico, y en particular la presencia de Kim Hye-ja, de la que dice que cada uno de sus trabajos recientes es una obra maestra de la interpretación. Aquí, además, en un registro infrecuente para ella, el de la comedia. En segundo lugar, es una nueva colaboración entre el prestigioso director Kim Seok-yoon y la guionista Lee Nam-gyu. El resultado es una tragicomedia que combina elementos de anteriores obras de ambos. A continuación, elogia la actuación cómica de Kim Hye-ja y la naturalidad de su relación con el «joven» Son Seok-gu, y después el elemento añadido del misterio que rodea al personaje de Han Ji-min. Pero la serie no es solo diversión: «Los vivos que permanecen en este mundo y los muertos que viven en el más allá interactúan espiritualmente y están conectados a pesar de su separación. Estos episodios contienen las enseñanzas de los sabios de que 'la vida y la muerte son una y la muerte se puede superar a través de la intimidad de una manera fácil y comprensible. Hasta que el cielo nos reúna tiene el poder de hacer que la muerte sea un poco menos aterradora y seria». Por último, destaca que, a diferencia de la mayoría de las series, que se desarrollan en un género determinado y siguen una estructura que no se aleja de las expectativas del espectador, el final de esta obra es «verdaderamente impredecible», lo que le añade más atractivo.
Por su parte, Jeong Seok-hee (Entermedia) subraya la importancia que tiene el enigma de la identidad de Som-yi en la popularidad de la serie, pues se ha convertido en un tema habitual de conversación en el país. Señala después algunos semejanzas con la recién terminada Si la vida te da mandarinas..., como la construcción tridimensional de los personajes, que no se dividen entre el bien y el mal, la representación del amor puro, y una trama que valora las relaciones humanas.